# Szenokosz (Dolneni)
Szenokosz (macedónul: Сенокос) település Észak-Macedóniában, a Pelagonijai körzet Dolneni járásában.

## Népesség
| Lakosok száma | 397  | 424  | 435  | 386  | 354  | 292  | 298  | 315  | 271  |
|               | 1948 | 1953 | 1961 | 1971 | 1981 | 1991 | 1994 | 2002 | 2021 |

2002-ben 315 lakosa volt, akik mindannyian macedónok.